# Roberto Bettin
Roberto Bettin (Padova, 2 ottobre 1953) è un ex arbitro di calcio italiano.

## Carriera
Originario di Padova, nel 1990 arriva ad arbitrare in Serie B, dove debutta alla prima del campionato 1990-1991, il 9 settembre 1990, in una sfida tra Ancona e Barletta vinta dai marchigiani per 1-0.
Nella stessa stagione fa il suo esordio anche in Serie A, all'ultima giornata di campionato, il 26 maggio 1991, in Pisa-Roma, conclusa con una vittoria dei giallorossi per 1-0.
In un Lazio-Sampdoria della Serie A 1992-1993 è protagonista di un siparietto con il laziale Paul Gascoigne: Bettin, dopo le proteste del giocatore, invece di estrarre dal taschino il cartellino giallo tira fuori un chewing gum che porge all'inglese, il quale inizia a masticare.
Nella stagione 1994-1995 viene designato per il derby d'Italia Inter-Juventus del 5 marzo 1995, terminato 0-0.
Il 19 ottobre 1997 in Sampdoria-Piacenza 3-1, sesta giornata della Serie A 1997-1998, espelle ben 5 giocatori: nel primo tempo Marco Rossi degli ospiti, nel secondo Balleri e Franceschetti dei padroni di casa, Piovani del Piacenza e nel recupero il doriano Dieng, facendo concludere quindi la gara in 8 contro 9, record per la Serie A.
Nel 1998 dirige il derby di Milano Inter-Milan del 21 gennaio, ritorno dei quarti di finale di Coppa Italia, vinto 1-0 dai nerazzurri con gol di Marco Branca, risultato però inutile a causa del 5-0 per i rossoneri dell'andata. Il Milan arriverà poi in finale dove verrà sconfitto dalla Lazio.
Nello stesso anno arbitra poi la Supercoppa italiana del 29 agosto, vinta dai biancocelesti a Torino contro la Juventus campione d'Italia per 2-1 grazie ad un gol di Sérgio Conceição al 93'.
Il 6 gennaio 1999 dirige Milan-Juventus della quindicesima giornata di campionato, terminata 1-1 con il gol di Demetrio Albertini su rigore nel primo tempo pareggiato dai bianconeri all' 85' con Daniel Fonseca.
Arbitra per l'ultima volta in massima serie il 23 maggio 1999, atto finale della campionato, in Piacenza-Salernitana 1-1.
La fine della sua carriera invece avviene durante Torino-Reggina del 13 giugno dello stesso anno, gara conclusiva della Serie B 1998-1999, chiusa con la vittoria dei calabresi per 2-1, che ottengono la loro prima promozione in Serie A, mentre i piemontesi erano già promossi.
In carriera ha diretto in totale 96 gare di Serie A e 85 di Serie B.
Nel luglio 2009 viene nominato presidente del C.R.A. Veneto.